# 349e escadrille
La 349e escadrille (néerlandais : 349ste Smaldeel et anglais : 349th Squadron), est une escadrille de F-16 du 10e Wing tactique de la composante aérienne des forces armées belges.
Il fut constitué dans la Royal Air Force durant la seconde guerre mondiale sous le nom de No. 349 (Belgian) Squadron et est transféré à la Belgique en 1946.

## Historique

### Sous la Royal Air Force
Le No. 349 Squadron fut une escadrille de la Royal Air Force créée avec du personnel belge sur la base d'Ikeja au Nigeria le 10 novembre 1942. L'escadrille était alors équipée de Curtiss Tomahawk dans le but d'effectuer des missions de défense locale notamment au-dessus du Congo belge. L'escadrille ne devint jamais opérationnelle et fut dissoute en mai 1943. Le 5 juin 1943, l'escadrille fut reformée sur la base de Wittering et se vit dotée de Supermarine Spitfire V et devint opérationnelle sur l'aérodrome de Digby en août 1943.
L'escadrille déménagera vers le sud de l'Angleterre pour opérer au-dessus de la France des escortes de bombardiers et des patrouilles à faible altitude. Au début de 1944, les pilotes de l'escadrille s'entrainent comme chasseur-bombardier puis effectuent de telles missions au-dessus de l'Europe occupée. Durant le débarquement de Normandie, l'escadrille effectue des missions de reconnaissance et d'attaque au sol sur les plages puis escorte les bombardiers. En août 1944, l'escadrille est déplacée en France à Carpiquet avec de nouveau le rôle de chasseur-bombardier, ce qui l'amène à effectuer des missions de reconnaissance armées et à l'attaque de cibles opportunes (principalement des véhicules) derrière les lignes allemandes. Elle participera à la libération de la France, de la Belgique, des Pays-Bas et en 1945 à la campagne d'Allemagne. En février 1945, l'escadrille retourne en Angleterre pour se former sur de nouveaux appareils, des Hawker Tempest. La conversion fut un échec et l'escadrille récupéra ses Spitfire IX.
Les 3 et 4 mai, l'escadrille effectue ses 3 dernières missions de la guerre, détruisant plus de 100 véhicules ennemis. En juin 1945, la 349e escadrille rejoint son escadrille sœur, la 350e à Wunstorf en Allemagne pour former le 123e wing. Durant l'hiver, le wing est déplacé à Fassberg pour former le 135e wing.
Le 24 octobre 1946, l'escadrille fut transférée à la Force aérienne belge.
En octobre 2020, Joseph Moureau, le dernier pilote vétéran belge de l'escadrille 349 meurt à Jette.

#### Appareils utilisé sous commandement RAF
| De           | À            | Appareil             | Variante | Notes |
| ------------ | ------------ | -------------------- | -------- | ----- |
| Janvier 1943 | Avril 1943   | P-40 Tomahawk        | Mk.I     |       |
| Juin 1943    | Février 1944 | Supermarine Spitfire | Mk.V     |       |
| Février 1944 | Février 1945 | Supermarine Spitfire | LF.IXe   |       |
| Février 1945 | Avril 1945   | Hawker Tempest       | Mk.V     |       |
| Avril 1945   | Mai 1945     | Supermarine Spitfire | Mk.IXb   |       |
| Mai 1945     | Octobre 1946 | Supermarine Spitfire | LF.XVIe  |       |

#### Liste des commandants
| De            | A             | Nom                            |
| ------------- | ------------- | ------------------------------ |
| Janvier 1943  | Juillet 1944  | Major du Monceau de Bergendael |
| Juillet 1944  | Mars 1945     | Major Van der Velde            |
| Mars 1945     | Décembre 1945 | Major Raymond Lallemant        |
| Décembre 1945 | Octobre 1946  | Major Van der Velde            |

### Sous laforce aérienne belge
En octobre 1946, la 349e escadrille prend ses quartiers sur la base de Beauvechain avec la 350e escadrille et forme le wing A.
Le 14 avril 1947, elle passe du A wing au 160e wing.
Le 1er février 1948, elle forme avec la 350e escadrille le 1er wing de chasse.
En mai 1949, la 349e Escadrille devient la première escadrille opérationnelle sur Meteor F4.
En février 1953, les Meteor F4 sont remplacés par des Meteor F8.
En avril 1957, ces derniers sont remplacés par les Hawker Hunter qui à la suite de nombreux accidents se voient remplacer à leur tour par des Avro CF-100 Canuck en mars 1958.
Le 1er août 1964, elle devient opérationnelle sur F-104G et assure alors, avec la 350e escadrille, le rôle de Quick Reaction Alert(QRA).
Le 7 janvier 1981, l'escadrille devient la première escadrille opérationnelle sur F-16 de l'OTAN.
En 1993, à la suite d'une restructuration des Forces Armées, le 1er Wing de Chasse est dissous et le 4 mars 1996, l'escadrille quitte Beauvechain pour Kleine-Brogel et est intégrée au 10e wing tactique.
L'escadrille participe en 1999 aux opérations de bombardements de précision au-dessus du Kosovo.
En 2005, elle est déployée à Kaboul dans le cadre de l'ISAF.
De 2004 à 2007, elle effectue des missions de protection de l'espace aérien des nouveaux membres de l'OTAN au-dessus la Baltique.
En 2008, des F-16 sont envoyés à Kandahar en Afghanistan.
En 2011, elle participe à l'opération Protecteur unifié en Libye.

### Source
- (en) Cet article est partiellement ou en totalité issu de l’article de Wikipédia en anglais intitulé « 349th Squadron (Belgium) » (voir la liste des auteurs).